# Obor (stacja metra)
Obor – stacja metra w Bukareszcie na linii M1. Jest położona obok Oboru, największego bukareszteńskiego targowiska.